# USS LST-656
O USS LST-656 foi um navio de guerra norte-americano da classe LST que operou durante a Segunda Guerra Mundial.